# Loch Garasdale
Loch Garasdale är en sjö i Storbritannien.   Den ligger i riksdelen Skottland, i den nordvästra delen av landet, 600 km nordväst om huvudstaden London. Loch Garasdale ligger 134 meter över havet. I omgivningarna runt Loch Garasdale växer i huvudsak blandskog.